# Мемо ди Филипучо
Мèмо ди Филипучо (на италиански: Memmo di Filippuccio; * ок. 1260/1265, † сл. 1324) е италиански художник от Сиенската школа.

## Биография
Мемо се ражда в Сиена, в семейството на ювелира Филипучо, но точни сведения за датата на неговото раждане не са съхранени. В историята на изкуството той е известен като глава на артистично семейство: неговите синове Тедерико и Липо Меми продължават семейното дело и стават художници. Живописец е и неговият брат Мино (Минучо). Освен това неговата дъщеря Джована се омъжва за прославения сиенски художник Симоне Мартини, който, както предполагат историците на изкуството, навярно се обучава в работилницата на Мемо и така влиза в семейството на Мемо ди Филипучо.

## Творчество

### Миниатюри
В Пиза е съхранена Книга на хоралите с миниатюри, които се приписват на художника (пази се в музея „Сан Матео“).
- Миниатюра из Книгата на хоралите, стр.161
- Миниатюра из Книгата на хоралите, стр. 174
- Миниатюра из Книгата на хоралите, стр.15
- Миниатюра из Книгата на хоралите, стр. 170

### Фрески
От всичко създадено от Мемо в Сан Джиминяно най-голям интерес за изследователите предизвикват неговите фрески в Стаята на подеста (градския първенец), която се намира в кулата Торе Гроса. В това помещение са личните покои на подеста (до 17 век там даже стои неговото легло) и се предполага, че сюжетите от фреските отначало носят назидателен характер, тъй като градският първенец е не само главен администратор, но и попечител на градските нрави. По-рано рисунките покриват всички четири стени на стаята, а сега са запазени западната и северната.
- Фрески на северната стена: Историята на блудния син, Аристотел и Филида, Паоло и Франческа
- Северна стена: Сцени пред шатрата и в шатрата
- Западна стена: покана за къпане и сцена на съвместно къпане
- Западна стена: Любовна сцена, фреска

### Кавалетни творби
От кавалетните произведения до нас е достигнала само олтарната картина „Мадоната с мМаденеца, дарителка монахиня-кларисинка, св. Петър, Йоан Богослов, Екатерина Александрийска, Агнеса, Йоан Кръстител, архангел Михаил, Франциск от Асизи и Клара“ (Сан Джиминяно, Градски музей). Тя произхожда от манастира „Санта Киара“ (Св. Клара) и датирана 1310 – 1317 г. Предполага се, че по-рано е украсявала главния олтар на манастира.